# BamBam
BamBam, pseudonimo di Kunpimook Bhuwakul (Bangkok, 2 maggio 1997), è un rapper e cantante thailandese.

## Discografia
Di seguito, le opere di BamBam come solista. Per le opere con i Got7, si veda Got7#Discografia.

### EP
- 2021 – Ribbon
- 2022 – B

### Singoli
- 2017 – Make It Right (feat. Jayjay Kritsanapoom, Best Nathasit, Mild Wiraporn, Captain Chonlathorn e Ud Awat)
- 2020 – I'm Not a Con-Heartist (พี่ไม่หล่อลวง)
- 2020 – Beat Your Best
- 2021 – Who Are You (feat. Seulgi)

## Filmografia

### Cinema
- Fairy Tale Killer — figlio di Wong Wai-han (2012)
- Sanctuary — se stesso (2016)

### Televisione
- Dream Knight — se stesso (2015)
- Don't Dare to Dream — serie TV, episodio 1 (2016) - cameo

### Programmi televisivi
- Who Is Next (WIN) (2013)
- My Young Tutor (2015)
- BamMin TV (2015)
- Where is My Friend's Home (2016)
- Real Men (2016)
- Uncontrollably Actor (2016)
- I Can See Your Voice (2017)
- 3 zap (2017)
- I Can See Your Voice Thailand (2017)
- Got7 Real Thai (2019)

## Videografia
- 2017 — Make It Right (feat. Jayjay Kritsanapoom, Best Nathasit, Mild Wiraporn, Captain Chonlathorn, e Ud Awat)
- 2020 — I'm Not a Con-Heartist (พี่ไม่หล่อลวง)
- 2021 — Ribbon
- 2022 — Who Are You
- 2022 — Slow Mo

## Riconoscimenti
Great Stars Award
- 2017 — Male Social Super Star of the Year[1]
- 2018 — Male Social Super Star of the Year[2]

Daradaily Award
- 2019 — Male Popularity Vote Award[3][4]

JOOX Thailand Music Award
- 2020 — Social Superstar[5][6][7]

Thailand Master Youth 2020-2021 Award
- 2021 — Inspirational Role Model for Youth Award

JOOX Thailand Music Award
- 2021 — Song of the Year[8][9]